# Суха Річка (притока Чорної річки)
Суха Річка, Варну́тка, Варнау́тка (крим. Varnautka), Куру́-Узє́нь, Куру́-Озє́н (крим. Quru Özen) — річка в Україні, на Кримському півострові. Ліва притока Чорної річки (басейн Чорного моря).

## Опис
Довжина річки 12 км, похил річки 20,0  м/км, площа басейну водозбору 51,7  км². Найкоротша відстань між витоком і гирлом — 8,96 км, коефіцієнт звивистості річки — 1,34 . Річка формується 7 безіменними струмками та декількома загатами.

## Розташування
Бере початок у селі Гончарне (колишнє Варнутка). Тече переважно на північний захід і на південно-східній стороні від Чорноріччя (колишнє Чоргун, Чоргуна) впадає у Чорну річку.
Населені пункти вздовж берегової смуги: Резервне (колишнє Кучук-Мускомія)

## Цікаві факти
- Річка бере початок і протікає частково у Байдарському заказнику.
- На правому березі річки проходить автошлях Н19 (автомобільний шлях національного значення на території України, Ялта — Севастополь). У пригирловій частині цей же автошлях перетинає річку.

## Галерея

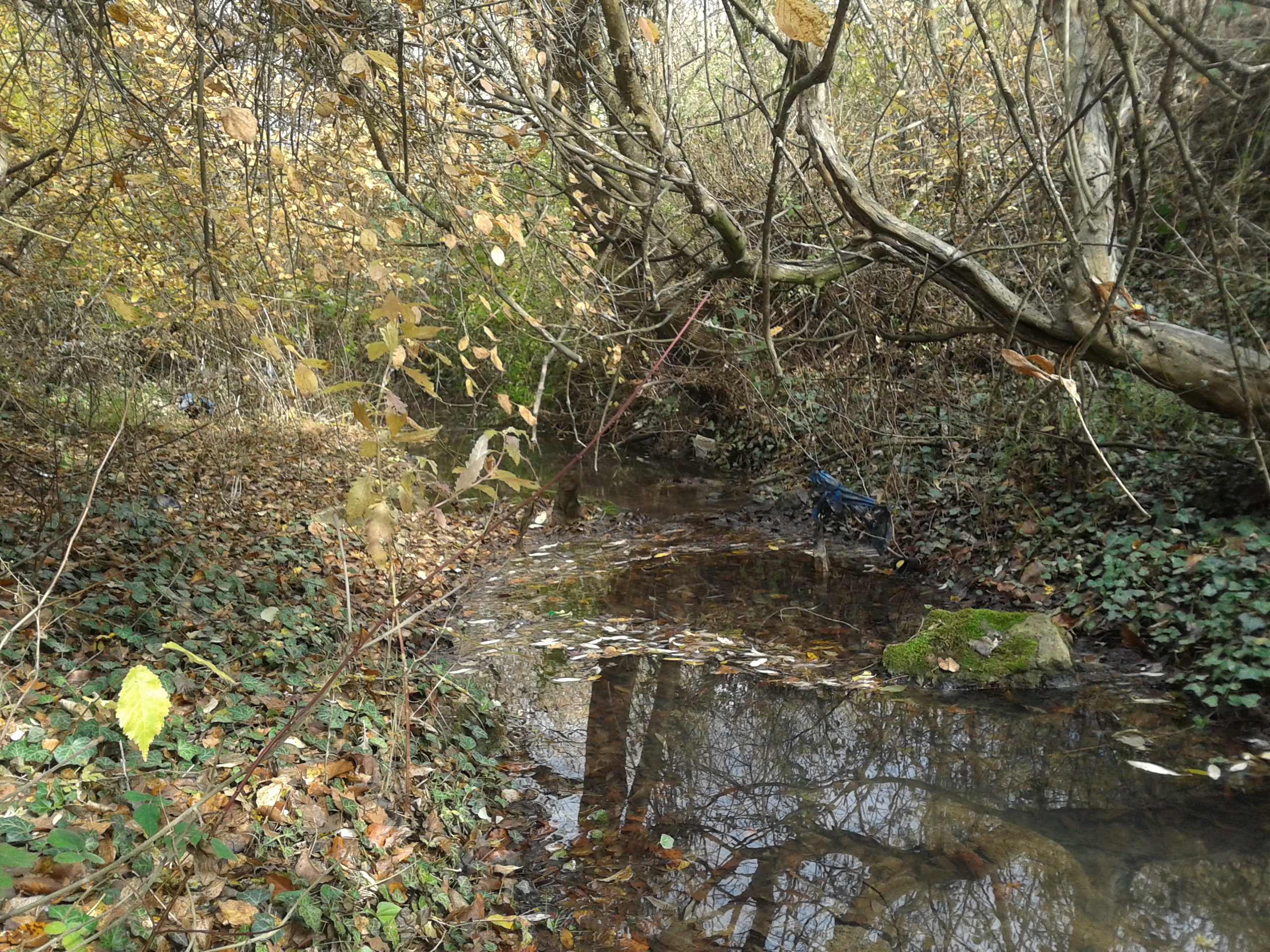
Суха Річка, притока Чорної річки, Крим
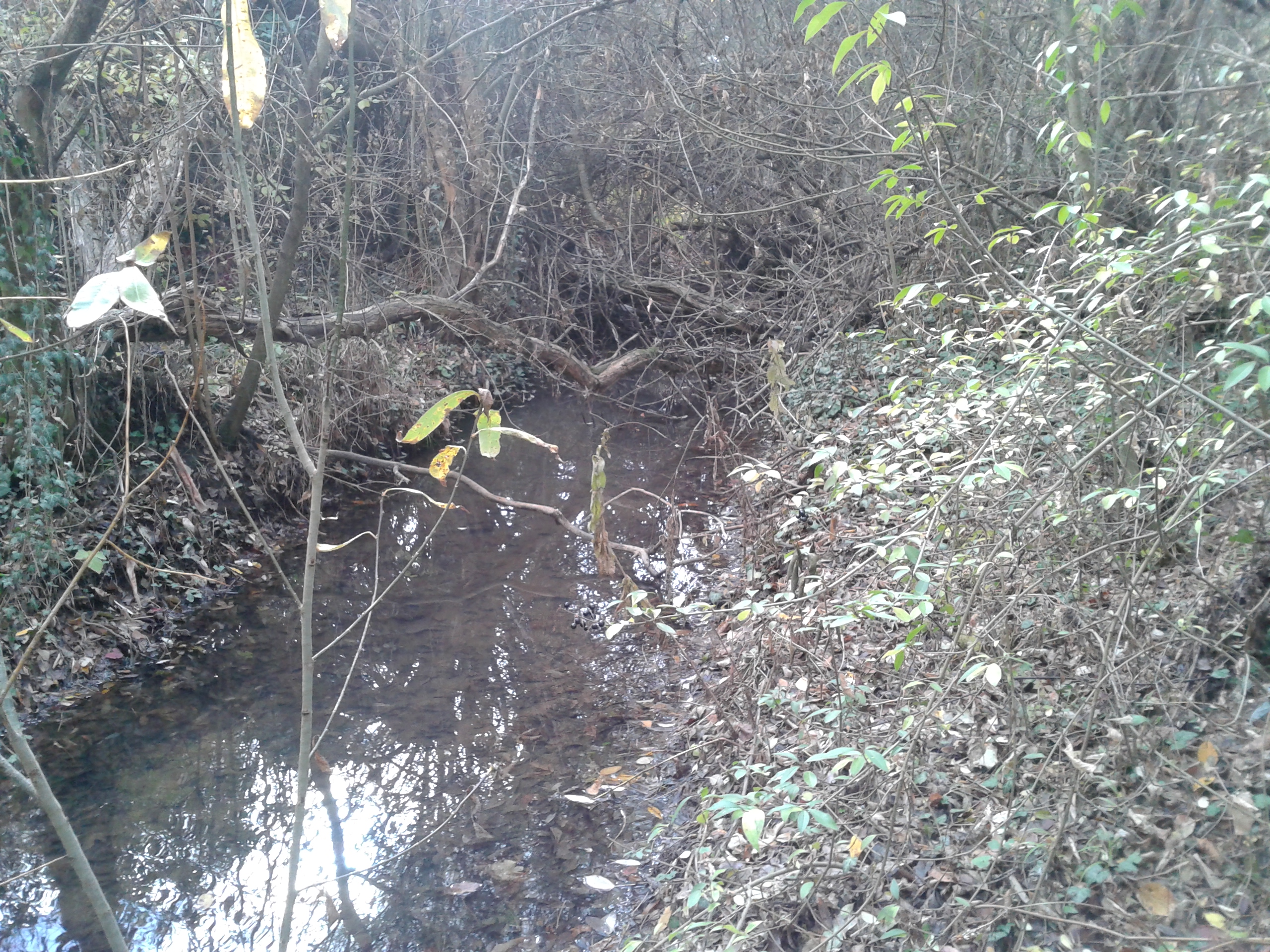
Суха Річка, притока Чорної річки в Криму
Татарське село Варнутка, Крим, 1858 год. Художник Уильям Симпсон.